# Winton (Neuseeland)
Winton ist ein Ort im Southland District der Region Southland auf der Südinsel von Neuseeland.

## Namensherkunft
Namensgeber des Ortes wurde der Viehhirte Thomas Winton, der in den 1850er Jahren in der Gegend lebte und bei der Vermessung des Landes für den Bau der Siedlung half.

## Geographie
Der Ort befindet sich rund 30 km nördlich von Invercargill und rund 48 km westlich von Gore in der weiten Ebene des Ōreti River.

## Bevölkerung
Zum Zensus des Jahres 2013 zählte der Ort 2211 Einwohner, 5,9 % mehr als zur Volkszählung im Jahr 2006.

## Infrastruktur

### Straße
Durch Winton führt der New Zealand State Highway 6, der den Ort nach Süden auf direktem Weg mit Invercargill verbindet und nach Norden in Richtung Lumsden führt, das rund 45  entfernt liegt. Dieser Highway ist als Great North Road die zentrale Verkehrsachse des Ortes und eine Stoppmöglichkeit für Durchreisende, die in Richtung Küste nach Süden fahren. In dem Ort kreuzt der New Zealand State Highway 96 die Nord-Süd-Achse des State Highway 6 und verbindet Winton mit Mataura im Osten und mit Nightcaps, Ohai bis nach Clifton und dem New Zealand State Highway 99 im Westen.

### Schiene
Winton hatte einen Bahnhof an der Bahnstrecke Invercargill–Kingston. Am 22. Februar 1871 wurde sie zwischen Invercargill und Winton eröffnet. Am 20. Oktober 1875 ging die Verlängerung bis Caroline in Betrieb. Die Gesamtstrecke bis Kingston war 1878 fertiggestellt. Der planmäßige Personenverkehr wurde auf der Strecke 1958 eingestellt. Bis 1982 verkehrten noch Museums- und Touristikzüge des Kingston Flyers. 1982 wurde die Strecke im Bereich von Winston stillgelegt.
1883 wurde von Winton in östliche Richtung eine Waldbahn nach Hedgewood errichtet. Die Strecke wurde später nach Eisenbahnstandards umgebaut und am 17. Juli 1899 in Betrieb benommen. Diese Strecke verlor ihren Personenverkehr 1931 und wurde in zwei Abschnitten 1953 und 1968 geschlossen.

### Bildungswesen
Der Ort verfügt mit der Winton School über eine Grundschule mit den Jahrgangsstufen 1 bis 8. Im Jahr 2016 besuchten 276 Schüler die Schule. Mit der Central Southland College kann der Ort mit einer weiterführende Schule mit den Jahrgangsstufen 9 bis 15 aufwarten. Im Jahr 2015 besuchten 520 Schüler die Schule.

## Trivia
Minnie Dean war die einzige Frau, die in Neuseeland jemals über die Todesstrafe ums Leben kam. Sie wurde des Kindesmordes in mehreren Fällen überführt und 1895 zum Tode verurteilt. Sie liegt auf dem Friedhof in Winton begraben.